# وكالة السودان للأنباء
وكالة السودان للأنباء هي وكالة الأنباء الرسمية السودانية وهي هيئة عامة مستقلة. مقرها الرئيسى للوكالة
بولاية الخرطوم، ولها مكاتب فرعية في الولايات. تم تنظيمها «قانون وكالة السودان للأنباء لسنة 1991».
تأسست الوكالة بتاريخ 1 يناير 1970 بقرار من رئيس الجمهورية جعفر النميري. وهي عضو في اتحاد وكالات الأنباء العربية.